# Show now gone
Show now gone（ショウナゴン）は、男性音楽プロデューサー、ソングライター、編曲家、レコーディング・エンジニア。

## 略歴
主にグループLi-Luck、堕天使、secret feat.uuu、AYAKA、Lucifer、jellyfish等に楽曲提供を行ない、主に作曲家、編曲家として楽曲制作に関わる事が多い。2007年にLi-Luckのsecretと出会う。以降、secretが関わる音楽ユニット等に楽曲提供を続けている。